# سيه بلان (زلاغي الغربي)
سیه بلان (بالفارسية: سه پلان) هي قرية تقع في إيران في قسم زلاغي الغربي الریفي.